# 一人っ子
一人っ子（ひとりっこ、英: only child）とは、自分以外の兄弟や姉妹がいない人を指す。

## 経緯

### 日本
厚生省（現厚生労働省）設置の国立社会保障・人口問題研究所が1940年から定期的に行っている調査によると、一人っ子の割合は1990年代頃から徐々に増加している。
2002年に行われた調査によると、結婚期間が長い子供を産み終えた世代では平均2.0人を少し上回っており、80%以上の家庭が子供を2人以上持ち、一人っ子は10%に満たなかった。結婚4年未満の家庭における一人っ子の割合も1980年代とさほど変わらない。これは一人目の子供を持つ時期が変わっていないことを示す。しかし結婚期間が5年から9年経った家庭における一人っ子は24%（1987年から9ポイント上昇）、10年から14年の家庭でも16%（6ポイント上昇）となっており、一人目を生んだ後の出生率が鈍化している。
少子化の主たる原因は依然独身者の増加であるが、子供を持たない（持てない・産めない）夫婦（DINKs、晩婚化、不妊、経済的理由など）も結婚5年以上10年未満で10%（1987年から5ポイント上昇）となっているほか、一人っ子など出産ペースの低下も寄与している。

## 要因
一人っ子のみを持つ（二人以上持てない）要因は以下のように様々である。

### 経済的な要因
- ゆとりある生活が欲しい、複数でなく一人に絞って十分な育児・教育費をかけたい。
- 仕事をしながら子供を預ける費用が一人分しか捻出できない（二人以上だと高校・大学へ行かせられなくなるおそれがある）。
  - （親が民間企業で務めている場合）終身雇用が保証されていないため[3]、解雇や倒産に遭った際の経済的なリスクが大きい。
- （養育費の有無にかかわらず）乳幼児が二人以上いると、保育所に預けるのが難しくなる。

### 身体的・精神的な要因
- 一人目の妊娠・出産で身体・精神的に大きな負担を経験したため、第二子以降の出産を避けたい。
- 妊娠中毒症、切迫早産などで入院、また出産後のうつなどを経験したため（重病や身体障害などで出産が困難）。
- 「二人目不妊」（治療中あるいは治療が高額・心身に負担が大きい）など。

### 経済的・身体的な要因の併合
- 晩婚のため、高齢出産に伴う問題を避けたい。
- 子供が中学校から高校・大学を卒業し、就職するまでの親の加齢による体力・経済状態などを考慮したライフプラン。
  - 40歳で出産したとすれば、中学校を卒業する頃には55歳になる｡さらに44歳で出産したとすれば、中学校を卒業する頃には59歳になることとなり、高校から大学までの学費を確保するのが徐々に困難になってくる。

### その他の要因
- 第一子（長男・長女）が、弟や妹を持つことを望まないため。
- 早く仕事に復帰したい・時間や貯蓄を自分に使いたいという親のライフスタイルの維持が理由。
- 家庭内別居、離婚、または「再婚で連れ子がいるため、新しく子供を作るのは控えたい」という家庭環境面における理由。
- いじめや性犯罪などの事件に遭遇する危険があり、目が行き届くには一人っ子が精一杯という社会環境面における理由。
- 親が精神的に余裕を持って一人の子に専念でき、子供は比べられる対象（兄弟・姉妹）がいないのは良いのではないかという育児環境面の理由。

## 特徴

### 利点
- 一人っ子のIQや学業成績が、兄弟・姉妹のいる子供と比較して高いというデータが存在する[4]。
- 一人っ子の場合、親のリソースがより多く注がれる傾向がある[4]。
- デンマークの双子の調査では、一人っ子を持つ女性は、子供がいない、もしくは複数の子供を持つ女性よりも自分たちの生活に満足しているという結果がある[5]。
- 第一子や兄弟姉妹を1人持つ者と共に思考力や達成度のスコアが高いという点以外は、一人っ子は他の子供と比較して測れる程の違いは見られない[5]。

### 欠点
- 科学的根拠の不明なものやステレオタイプな思い込みなど不公平なものも含め否定的な批判もある[5]。
- 何らかの原因で父母が同時に急死した場合、一人暮らしを強いられるおそれがある。
- 両親が高齢化し、寝たきりになった場合、独りで介護する必要があり、肉体・精神面・費用面などで大きな負担を強いられる。
- 両親に憎しみや嫌悪感を抱いた場合、兄弟姉妹のいる人と違い身近に心の拠り所がなく、引きこもりや家出などの原因になる恐れがある。
- 一人っ子に満足すると、自身の子も一人っ子にするという連鎖が生じ、少子化を加速させる要因となる恐れがある。
- 同年代の人と話す機会(特に幼少期)が兄弟姉妹のいる人に比べ少なく、コミュニケーション能力が低くなる恐れがある。
- 幼少の頃から親から家庭教育面で､自由奔放にされたり、甘やかされて育てられる（英語版）人もいて、ルールやマナーを理解できずにトラブルを起こす恐れがある。
  - 特に一人っ子政策下の中国では富裕層を中心にこの傾向が強く、小皇帝などと呼ばれた。
- 両親に強く依存して育つ人が多く、自立が遅れたり、できなかったりする恐れがある。

## 小説
一人っ子が要素の小説として以下のものがある。
- 安岡章太郎『悪い仲間』 - 主人公 僕
- 村上春樹『国境の南、太陽の西』 - 主人公 始